# سن-ماتیو-دو-بلوی، کبک
سن-ماتیو-دو-بلوی (به فرانسوی: Saint-Mathieu-de-Beloeil) شهری در منطقه شهری لا وله-دو-ریشولیو ناحیه مونترژی در استان کبک کانادا است. در سرشماری سال ۲۰۱۱ این شهر ۲٬۳۸۱ نفر جمعیت داشته‌است و مساحت آن ۳۹٫۲۶ کیلومتر مربع است.